# Stanisław Gabriel Kozłowski

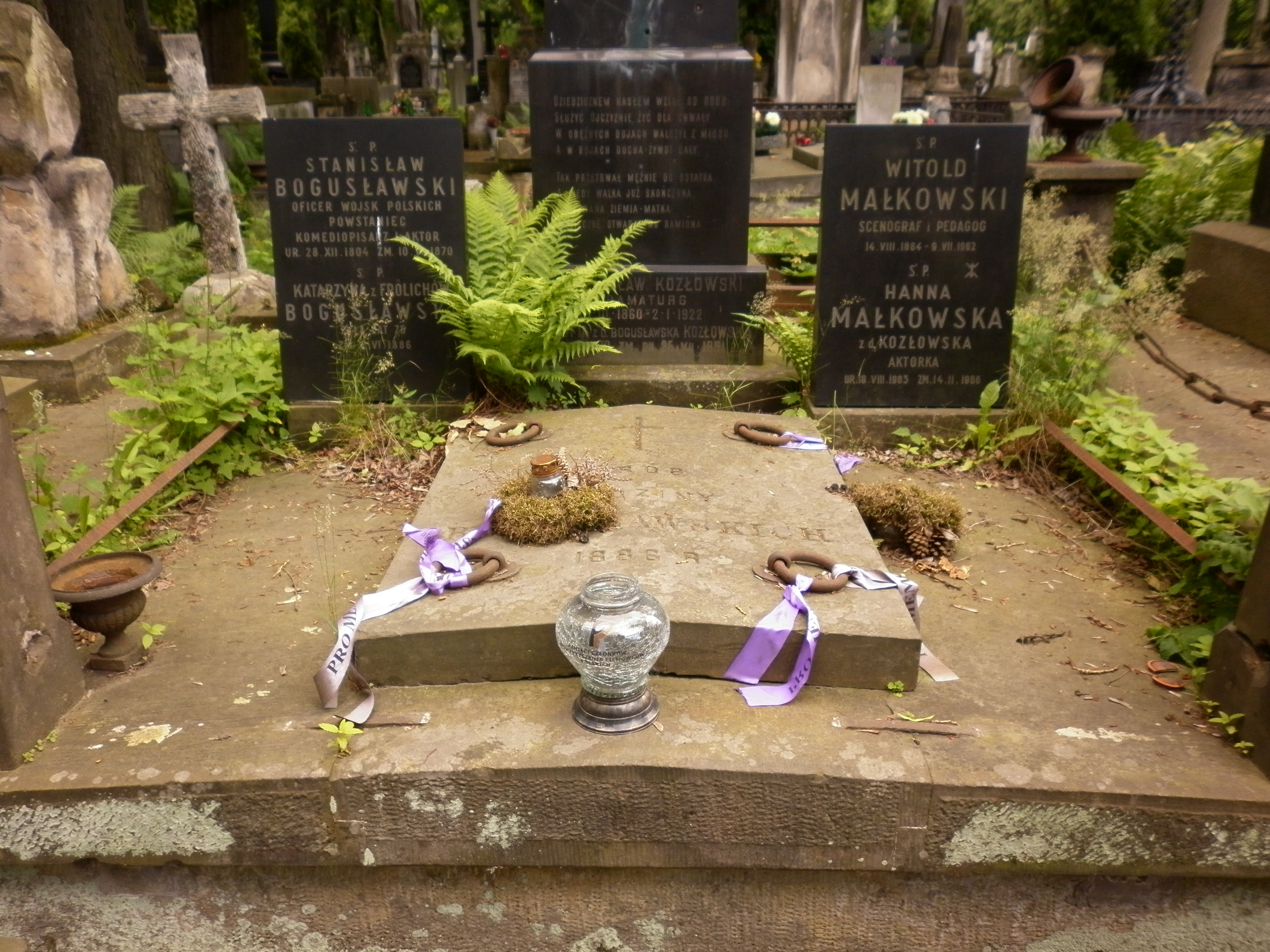
Grób Stanisława Gabriela Kozłowskiego na Cmentarzu Powązkowskim w Warszawie

Stanisław Gabriel Kozłowski (ur. 18 lutego 1860 w Warszawie, zm. 2 stycznia 1922 w Nałęczowie) – polski dramatopisarz i krytyk literacki.
Napisał około trzydziestu dramatów, chłodno ocenianych przez krytyków, cieszących się jednak powodzeniem wśród publiczności m.in. ze względu na tematykę patriotyczną. Karierę rozpoczął dramatem Albert. Wójt krakowski, za który w 1886 otrzymał pierwszą nagrodę w konkursie im. Wojciecha Bogusławskiego. Debiutancki utwór krytykowany był przez prasę i warszawskie środowisko literackie. Jako krytyk literacki pisał m.in. o Trylogii Henryka Sienkiewicza i twórczości Marii Konopnickiej. Jego sztuka Pochodnia została wycofana z repertuaru polskich teatrów amatorskich zapisem Głównego Urzędu Kontroli Prasy, Publikacji i Widowisk.
Pochowany został w Warszawie na Cmentarzu Powązkowskim (kwatera 25-3-10/11).